# Carlyle A. Luer
Carlyle August Luer (Alton (Illinois), 23 de agosto de 1922-Sarasota, 9 de noviembre de 2019) fue un botánico estadounidense y conservador de museo del Jardín Botánico de Misuri.
Su área de interés fueron las Espermatófitas, con énfasis en Pleurothallidinae (género Pleurothallis) y especies conexas.
El botánico falleció el 9 de noviembre de 2019, a los 97 años, a consecuencia de las complicaciones derivadas de una caída.

## Algunas publicaciones
- 2009. Lepanthes of Jamaica: Systematics of Stelis : Stelis of Ecuador. Part four ; Addenda, systematics of Masdevallia : new species of Lepanthes from Ecuador, and miscellaneous new combinations. Parte 4, vol. 30 of Icones Pleurothallidinarum, vol. 115 of Monographs in Systematic Botany from the Missouri Botanical Garden. Ed. ilustr. de Missouri Bot. Garden, 265 pp. ISBN 1930723822, ISBN 9781930723825

- Luer, CA (prologista), PM Brown (autor), S Folsom (ilustrador). 2006. Wild Orchids of Florida: With References to the Atlantic and Gulf Coastal Plains. Ed. Univ. Press of Florida; Exp Upd ed. 432 pp. ISBN 0813029333

- 2005. Dryadella and Acronia Section Macrophyllae-Fasciculatae: Addenda to Acianthera ..., New Taxa, Validation of Taxa, Errata. Icones Pleurothallidinarum 27. Ed. Missouri Bot. Garden, 311 pp. ISBN 1930723431, ISBN 9781930723436

- 2004. Icones pleurothallidinarum. Vols. 1-15 en CD-ROM. Editor Missouri Bot. Garden Press

- 2004. Pleurothallis subgenus Acianthera and three allied subgenera: Addenda to Brachionidium, Dracula, Lepanthes, Platystele, Pleurothallis, Porroglossum and Masdevallia new genera and combination. Editor Missouri Bot. Garden, 265 pp.

- 1994. Icones Pleurolthallidinarum XI: Lepanthes Subgenus Brachycladium and Pleurothallis Subgenera Aenigma, Elongatia, and Kraenzlinella . Ed. Missouri Bot. Garden Press. ISBN 0915279290

- 1991. Systematics of Lepanthopsis Octomeria subgenus Pleurothallopsis, Restrepiella, Restrepiopsis, Salpistelle and Teagueia: addenda to Platystele, Porroglossum and Scaphosepalum. Editor Missouri Botanical Garden, 161 pp.

- 1975. The Native Orchids of the United States and Canada Excluding Florida . Ed. Amer Orchid Soc. ISBN 9995175738
- La abreviatura «Luer» se emplea para indicar a Carlyle A. Luer como autoridad en la descripción y clasificación científica de los vegetales.[4]